# Strela-1

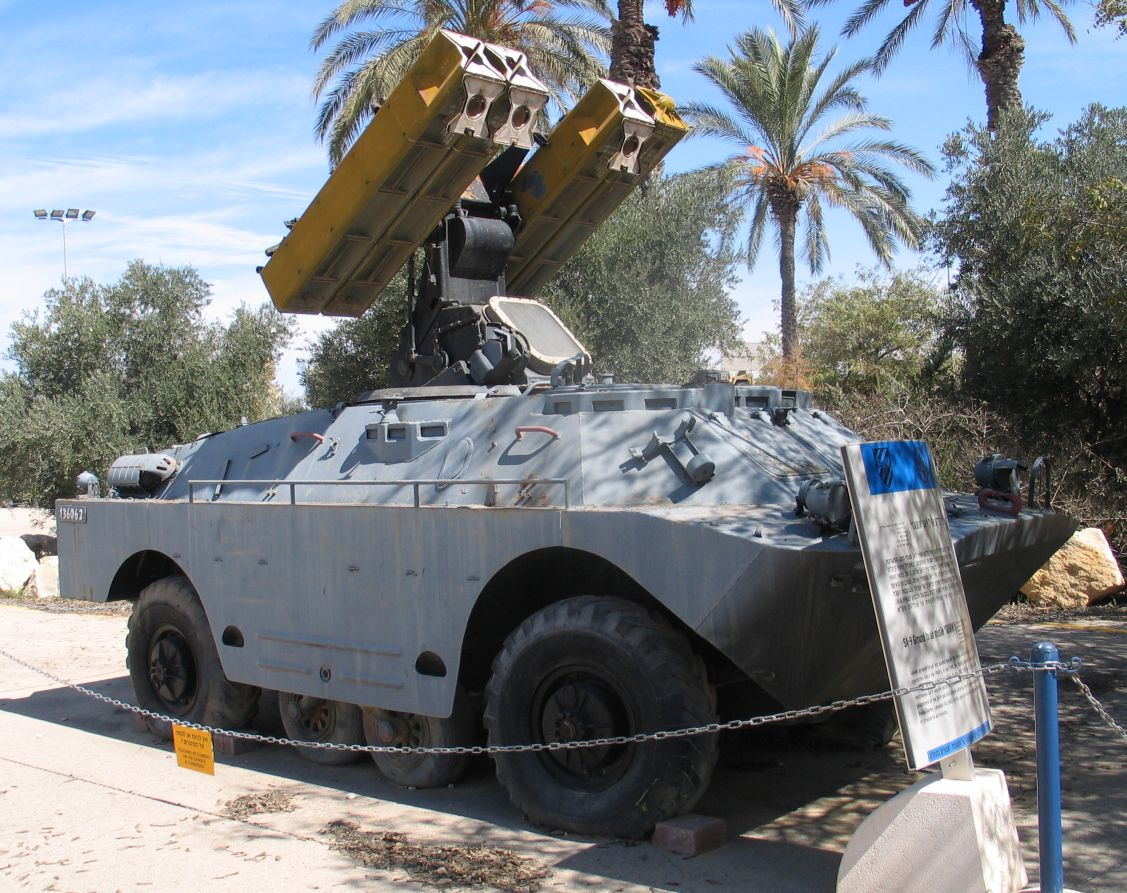
Dei SA-9 in Israele.

Lo Strela-1 (nome in codice NATO: SA-9 Gaskin) è una versione ingrandita dello Strela-2, con un peso di 30 kg e installato solo su veicoli classe BRDM-2, in un'apposita torretta. Non è risultato molto soddisfacente, ma è comunque un mezzo assai utile per coprire il gap tra le armi portatili e quelle a medio raggio. Nonostante i missili siano assai più piccoli, offre più o meno quello di cui era capace il Chaparral USA con i primi modelli di Sidewinder.